# Xavier Diez i Rodríguez
Xavier Diez i Rodríguez (Barcelona, 1965) és un escriptor i historiador català especialitzat en els moviments socials al segle xx.
És diplomat en magisteri, llicenciat en filosofia i lletres per la Universitat Autònoma de Barcelona i doctor en Història Contemporània per la Universitat de Girona. Ha publicat assaig, narrativa i poesia. Ha col·laborat amb diversos mitjans d'informació i és un actiu blogaire. Ha exercit de mestre i és professor d'Història Contemporània de la Universitat Ramon Llull. De cara a les eleccions al Parlament de Catalunya de 2015, es va presentar en un lloc simbòlic de la llista de la candidatura Candidatura d'Unitat Popular - Crida Constituent a la circumscripció de Girona.

## Obra publicada
- 2001: Utopia sexual a la premsa anarquista de Catalunya: la revista Ética-Iniciales: 1927-1937. Lleida, Pagès, 8479357150
- 2004: A la via morta (1998-2002). Vic, Emboscall, 8496253449
- 2005: La Gran desil·lusió: una revisió crítica de la transició als Països Catalans.Vilanova i la Geltrú, El Cep i la Nansa, 8496349055 (diversos autors; Xavier Díez i Joel Bagur, editors)
- 2006: Geníssers . Vilanova i la Geltrú, El Cep i la Nansa, 8496349322
- 2006: Cartografia de la desolació. Barcelona, Emboscall, 9788496443709
- 2007: El anarquismo individualista en España, 1923-1938. Barcelona, Virus, 9788496044876; disponible en obert la tesi homònima en català
- 2007: Societat catalana, societat limitada?. Vilanova i la Geltrú, El Cep i la Nansa, 9788496349353 (diversos autors; coŀlaborador)
- 2010: Cabotatges. Tordera, Emboscall, 9788492563302
- 2010: Venjança de classe. Causes profundes de la violència revolucionària a Catalunya el 1936
- 2011: La Transición en Cuadernos de Ruedo Ibérico
- 2012: Banderes dels nostres tiets. Vilanova i la Geltrú, El Cep i la Nansa, 9788492745463
- 2013: Espai de dissidència. Apunts d'una bitàcola, 2006-2012
- 2013: L'Anarquisme, fet diferencial català : influència i llegat de l'anarquisme en la història i la societat catalana contemporània. Barcelona, Virus, 9788492559169
- 2015: Anatomia d'una ruptura. Espanya, Catalunya, 1975-2014. Lleida, El Jonc, 9788493870546
- 2015: L'aposta municipalista: De les bullangues a les lluites actuals pels municipis lliures a Catalunya. Barcelona, Virus, 8492559616 (coescrit amb Observatorio Metropolitano de Madrid i Coŀlectiu Víric)
- 2016: Hotel Califòrnia. Vilanova i la Geltrú, El Cep i la Nansa,[6] 9788494562419
- 2016: El pensament polític de Salvador Seguí. Barcelona, Virus,[7] 9788492559725
- 2017 i 2019: Episodis del moviment obrer als Països Catalans (volums 1 i 2). Barcelona, Edicions del 1979, 9788494358982 (volum 1) i 9788494720154 (volum 2) (autor d'un capítol a cadascun dels dos volums)
- 2019: Una Història crítica de les esquerres. Lleida, Edicions el Jonc - Publicacions dels Països Catalans, 9788494750007
- 2019: Orsini. Tarragona, Arola Editors, 9788494995194 (autor del pròleg)
- 2021: Salvador Seguí : el colós de l'anarquisme. Tarragona, Lo Diable Gros, 9788412204339 (autor del pròleg)
- 2022: L'escola: espai en destrucció. Tarragona, Lo Diable Gros, 9788412564501
- 2022: Nosaltres, els sense nom: l'anarquista oblidat: de pistoler a ministre. Tarragona, Lo Diable Gros, 9788418226465 (editor)